# Кафкалида
Кафкалида (греч. Καυκαλίδα) — необитаемый скалистый островок в Греции, расположенный недалеко от села Килини, у побережья Элиды. Административно относится к сообществу Килини в общине (диме) Андравида-Килини в периферийной единице Элида в периферии Западная Греция. На островке находится маяк, построенный в 1906 году. Высота каменной башни 15 метров, фокусная высота 19 метров.
По местному преданию, островок соединялся с материком узким перешейком. На острове есть гробницы римской эпохи и руины раннехристианской церкви.